# Haloclina
Haloclina en oceanografia és un subtipus de quimioclina causada per un fort gradient vertical de salinitat dins una massa d'aigua. Com que la salinitat (en concert amb la temperatura) afecta la densitat de l'aigua de mar, pot tenir un paper en l'estratificació de l'aigua. Incrementant la salinitat en un kg/m³ en resulta un increment de la densitat de l'aigua de mar en, aproximadament, un 0.7 kg/m³.
En les latituds mitjanes, un excés de l'evaporació respecte a la precipitació fa que les aigües superficials siguin més salades que les aigües profundes. En aquestes regions l'estratificació vertical és deguda a les aigües superficials que són més calentes que les aigües profundes i l'haloclina es desestabilitza. En aquestes regions hi ha propensió a la mescla de les salinitats.
En certes latituds altes (com l'oceà Àrtic, el Mar de Bering, i l'oceà del Sud) les aigües superficials són realment més fredes que les aigües profundes i l'haloclina és la responsable del manteniment l'estabilitat de la columna d'aigua aillant les aigües superficials de les aigües profundes. En aquestes regions l'haloclina és important en permetre la formació de gel marí i limitant l'escapament de diòxid de carboni a l'atmosfera. Les haloclines també es troben en fiords i estuaris pobrament mesclats on l'aigua dolça es diposita a la superfície de l'oceà.

## Descripció

Esquema de temperatura i salinitat a l'oceà Àrtica a 85,18 N i 117,28 E el gener de 2010.

En l'esquema de dalt es distingeixen tres capes: 
- Uns 50 m d'aigua de baixa salinitant "nedant" a la part alta de l'oceà. La temperatura és de -1.8 °C, molt propera al punt de congelació. Aquest capa bloqueja la transferència de calor.
- A uns 150 m de salinitat creixent gradualment i d'increment en la temperatura. Això és realment l'haloclina.
- La capa profunda amb salinitat gairebé constant i temperatura decreixent a poc a poc.

Es pot formar i veure una haloclina en un vas de vidre. Si s'aboca lentament aigua dolça sobre una quantitat d'aigua salada, i evitant-ne la mescla amb una cullereta posada horitzontalment, es farà visible una haloclinaja que variarà l'índex de refracció al límit entre capes.
No s'ha de confondre haloclina amb la termoclina – la qual marca un canvi brusc en la temperatura.
Les haloclines són comunes en les coves litorals omplertes d'aigua.